# Maxime Péroz
Maxime Péroz, né le 22 février 1973 à Montbéliard, est un illustrateur et un auteur de bande dessinée français.

## Publications
- L'Arrache-cœur[2],[3], scénario de Jean-David Morvan et Frédérique Voulyzé d'après le roman éponyme de Boris Vian, dessins de Maxime Péroz, Delcourt, collection « Mirages », 2012  (ISBN 978-2-7560-2162-1), réédition en 2020[4], même éditeur  (ISBN 978-2-413-02638-9)
- Bazil, scénario de Laurent Siefer, dessins de Maxime Péroz, éditions Asteure :
  1. Bazil, le peintre et la lune, 2009  (ISBN 978-2-91767-004-0) ;
  2. Bazil 2, les géants du cirque, 2010  (ISBN 978-2-91767-006-4).
- Défions les grabeurks[5], scénario de Damien Marie, dessins de Maxime Péroz, Bamboo, 2010  (ISBN 978-2-35078-939-2).
- Sucré Salé, scénario et dessins de Maxime Péroz, édition à compte d'auteur :
  1. Sucré Salé (1), 1996 ;
  2. Sucré Salé (2), 1997.
- L'Odyssée du temps, concept original de Sébastien Acacia, scénarios de Michèle Graveline et Gaël Rougy, dessins de Maxime Péroz, Éditions Paquet :
  1. L'île verte[6], 2002  (ISBN 2-940199-73-6) ;
  2. La Pierre bleue, 2002  (ISBN 2-940199-79-5) ;
  3. Le Livre noir, 2002  (ISBN 2-940199-91-4) ;
  4. La Ville Blanche, 2004  (ISBN 2-940334-39-0).
- Vies tranchées - Les Soldats fous de la Grande guerre[7], scénario de Jab Jab Whamo, Florent Humbert, Yann Le Gal, Florent Sacré, Hubert Bieser, José Luis Munuera, Manuele Fior, Guillaume Trouillard, Cyrille Pomès, Jean-David Morvan, Stanislas Gros et Daniel Casanave, dessins de Manuele Fior, Daniel Casanave, Marion Mousse, José-Luis Munuera, Steven Lejeune, Jab Jab Whamo, Maxime Péroz, Stanislas Gros, Guillaume Trouillard, Cyrille Pomès, Benoît Blary, Florent Humbert et Laurent Bourlaud, Delcourt, collection « Histoire & Histoires », 2010  (ISBN 978-2-7560-1781-5).
- Le Monde des Chumballs, suite de la série L'Odyssée du Temps. Concept original de Maxime Peroz et Sébastien Acacia pour le compte de Le Sixième Continent SA. Adapté sous forme de série pour la télévision par Ellipse Animation en coproduction avec France 5 sous le titre Le Monde des Chumballs, 26 épisodes de 12 minutes.
- Big bang Saigon[8],[9], Hugues Barthe (scénario) Maxime Péroz (dessin), Saint-Avertin : la Boîte à bulles, 2017